# Sergueï Iegorov
Pour les articles homonymes, voir Iegorov.
Sergueï Iegorov (en russe : Сергей Егоров) est un joueur russe de volley-ball né le 21 avril 1981. Il mesure 2,02 m et joue réceptionneur-attaquant.

## Clubs
| Club                               | De        | À         |
| ---------------------------------- | --------- | --------- |
| Zenit Kazan                        | 2000-2001 | 2005-2005 |
| Gazprom-Iourga Sourgout            | 2005-2006 | 2005-2006 |
| NOVA Novokouïbychevsk              | 2007-2008 | 2010-2011 |
| Lokomotiv-Izoumroud Iekaterinbourg | 2011-2012 | 2011-2012 |
| Goubernia Nijni Novgorod           | 2012-2013 | 2012-2013 |
| Zenit Kazan                        | 2013-2014 | ...       |

## Palmarès
- Coupe de Russie (1)
  - Vainqueur : 2004